# Boulenouar
Boulenouar (ou Boulenoir ou Boû Lanouâr) est une ville et une commune de l'ouest de la Mauritanie, située dans la région du Dakhlet Nouadhibou, à la frontière avec le Sahara occidental.

## Géographie
La localité se trouve sur la ligne de chemin de fer qui relie Nouadhibou à Zouerate. On peut y voir une raquette de retournement pour le train.

## Économie
La principale ressource est une eau douce à faible profondeur. Elle a longtemps été pompée et transportée par wagon citerne vers la ville de Zouerate (huit wagons en queue de convoi) Cette eau était l'unique approvisionnement.
Aujourd'hui, l'eau est toujours exploitée et mise en bouteille.